# Laodika IV
Laodika IV (stgr. Λαοδίκη) – syryjska księżniczka i królowa seleukidzka, jako małżonka Seleukosa IV Filopatora i Antiocha IV Epifanesa.

## Życiorys
Laodika IV była piątym dzieckiem i trzecią córką władcy Syrii Antiocha III Wielkiego i jego żony Laodiki III. Jej dziadkiem ze strony ojca był król Syrii Seleukos II Kallinikos i jego żona Laodika II, a ze strony matki król Pontu Mitrydates II i siostra Seleukosa II, Laodika.
Młoda księżniczka urodziła się i była wychowywana w stołecznej Antiochii we wspaniałym pałacu królewskim. Do naszych czasów na Delos zachowała się sławiąca ją inskrypcja.
W 196 p.n.e. najstarszy brat Laodiki, następca tronu Antioch został wyznaczony przez swojego ojca Antiocha III na dziedzica ogromnego imperium Seleucydów. W tym samym roku ożenił go z Laodiką i oddał im część królewskiego pałacu. Małżeństwo to było pierwszym kazirodczym związkiem pomiędzy członkami dynastii seleukidzkiej. Z tego związku urodziło się tylko jedno dziecko – Nysa.
Antioch III wyniósł Laodikę w 193 p.n.e. do godności najwyższej kapłanki kultu dynastycznego Seleukidów po śmierci Laodiki III. Pod koniec tego roku następca tronu zmarł na bliżej nieznaną, zakaźną chorobę.
Pogrążony w żalu po śmierci syna, Antioch II postanowił wydać Laodikę za kolejnego z jej braci, niedawno mianowanego następcą tronu Seleukosa. Młody książę szybko został współwładcą ojca i przejął większą część jego administracyjnych obowiązków. Z tego małżeństwa pochodziła trójka dzieci - Antioch, Demetriusz I Soter i Laodika V.
W 187 p.n.e. Antioch III zmarł na przywleczoną z Hindukuszu zarazę. Seleukos został królem i wraz z żoną władali rozległymi połaciami od Syrii do Indii w latach 187–175 p.n.e. Po dwunastu latach wspólnego panowania Seleukos IV został zamordowany przez zaufanego ministra pozostawiając nieletnie jeszcze dzieci. Przez kilka następnych lat Laodike sprawowała funkcję regentki – pochodząca z tamtych czasów moneta ukazuje Laodike IV, jej syna Antiocha i Seleukosa IV w pozycji współwładców.
Po śmierci Seleukosa IV, Laodike po raz trzeci wyszła za mąż za swojego najmłodszego brata Antiocha IV Epifanesa, który przez cały czas regencji sprawował opiekę nad Antiochem. Po tym jak chłopiec osiągnął pełnoletniość, wuj najpierw go adoptował, a później zamordował w 170 p.n.e.
Laodika IV urodziła swojemu trzeciemu mężowi dwoje dzieci: Antiocha V Eupatora i Laodikę VI. Kiedy najstarszy syn Laodiki został zamordowany, jego brat Demetriusz I Soter został wysłany w roli politycznego zakładnika do Rzymu. Po śmierci Antiocha IV Eupatora w 164 p.n.e. Antioch V Eupator został następnym władcą z dynastii Seleukidów.
Po śmierci Laodika została włączona do kultu dynastycznego i otrzymała własnych kapłanów.

## Małżeństwa i dzieci
Z pierwszego małżeństwa ze swoim bratem Antiochem (ur. 221 p.n.e., zm. 193 p.n.e.) miała jedną córkę Nysę, późniejszą żonę Farnakesa I (ur. 185 p.n.e., zm. 159 p.n.e.), króla Pontu.
Z drugiego małżeństwa ze swoim bratem Seleukosem IV Filopatorem (ur. 220 p.n.e., zm. 175 p.n.e.) miała dwóch synów i córkę:
- Antiocha
- Demetriusza I Sotera (ur. 187 p.n.e., zm. 150 p.n.e.), króla Syrii
- Laodikę V (zm. 150), żonę Perseusza, króla Macedonii i swojego brata Demetriusza I.

Z trzeciego małżeństwa ze swoim bratem Antiochem IV Epifanesem miała syna i córkę:
- Antiocha V Eupatora (ur. 173 p.n.e., zm. 162 p.n.e.), króla Syrii
- Laodikę VI (zm. 113), żonę Mitrydatesa V Euergetesa (zm. 120 p.n.e.), króla Pontu.